# Aethaloptera evanescens
Aethaloptera evanescens là một loài Trichoptera trong họ Hydropsychidae. Chúng phân bố ở miền Cổ bắc.